# Pashgeh
Pashgeh (persiska: پشگه) är en ort i Iran.   Den ligger i provinsen Gilan, i den nordvästra delen av landet, 230 km nordväst om huvudstaden Teheran. Antalet invånare är 654.
Terrängen runt Pashgeh är mycket platt. Runt Pashgeh är det ganska tätbefolkat, med 155 invånare per kvadratkilometer. Närmaste större samhälle är Rasht, 15,1 km väster om Pashgeh. Trakten runt Pashgeh består till största delen av jordbruksmark.